# Gary Yershon
Gary Yershon (* 2. November 1954 in London) ist ein britischer Komponist, der unter anderem durch seine Kompositionen für Kinofilme wie Happy-Go-Lucky oder Mr. Turner – Meister des Lichts international bekannt wurde.

## Leben und Karriere
Gary Yershon, geboren 1954 in London, komponiert seine Musik vorwiegend für Theater, Radio, Film und Fernsehen. Als Musikdirektor betreute er unter anderem 1994 die Theaterproduktion The Threepenny Opera von Phyllida Lloyd am Donmar Warehouse. Musikalisch schreibt und betreut er für Theaterproduktionen im Londoner West End. Dazu gehören auch das Royal National Theatre und die Royal Shakespeare Company.
Für Theater- und Filmregisseur Mike Leigh war er 1999 als Musikdirektor bei dessen Filmkomödie Topsy-Turvy – Auf den Kopf gestellt engagiert. Später schrieb er auch die Filmmusik zu Leighs Kinoproduktionen Happy-Go-Lucky und Another Year. Für das Historiendrama Mr. Turner – Meister des Lichts mit Timothy Spall in der Hauptrolle, erhielt er 2015 eine Nominierung für den Oscar in der Kategorie Beste Filmmusik.
Neben seiner Tätigkeit als Komponist arbeitet Gary Yershon auch als Arrangeur. Darüber hinaus ist er Mitglied der Royal Shakespeare Company.
2009 war Yershon für den New Yorker Theaterpreis, den Drama Desk Award, in der Kategorie Outstanding Music in a Play nominiert.

## Auszeichnungen
- 2009: Nominierung für den Drama Desk Award in der Kategorie Outstanding Music in a Play
- 2010: Nominierung in der Kategorie Beste Filmmusik beim Europäischen Filmpreis für Another Year
- 2015: Oscar-Nominierung in der Kategorie Beste Filmmusik bei der Verleihung 2015 für Mr. Turner – Meister des Lichts

## Filmografie (Auswahl)

### Kino
- 2008: Happy-Go-Lucky
- 2010: Another Year
- 2014: Mr. Turner – Meister des Lichts (Mr. Turner)
- 2018: Peterloo
- 2019: Brighton
- 2020: 23 Walks
- 2024: Hard Truths

### Fernsehen
- 1984: James the Cat (Fernsehserie, 2 Episoden)
- 2000: Skin Deep (Fernsehfilm)
- 2005–2007: Der Preis des Verbrechens (Fernsehserie, 3 Episoden)

### Kurzfilm
- 2012: A Running Jump